# Propaganda radziecka

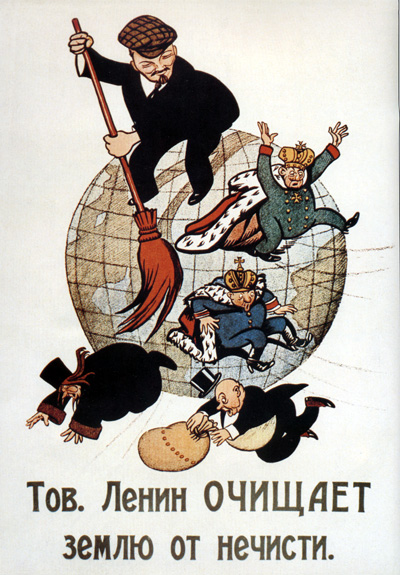
Propaganda radziecka: Towarzysz Lenin oczyszcza ziemię z plugastwa

Propaganda radziecka – propaganda idei komunistycznych i sowieckiego stylu życia. U podstaw propagandy radzieckiej leżała ideologia marksizmu-leninizmu. Państwo prowadziło propagandę komunistyczną poprzez środki masowego przekazu, książki, filmy, przedstawienia teatralne, utwory sztuk wizualnych. Wszystkie rodzaje i typy sztuk, podobnie jak broszury propagandzistów i opracowania ideologów, głosiły moralność radziecką, nazywaną komunistyczną, mówiono też o rewolucyjnej moralności proletariatu. Na propagandzie radzieckiej wzorowana była propaganda w Polskiej Rzeczypospolitej Ludowej.